# ОШ „Вук Караџић” Сочаница
Основна школа „Вук Караџић”, налази се у Сочаници, општина Лепосавић на Космету. Школе је отворена 1918. годинe, а 1922. добила је и нову школску зграду. Од 1955. године, школа носи своје садашње име.

## Историја
Школа у Ибарској Слатини - Сочаници основана је одмах након завршетка Првог светског рата и налазила се у кући Милуна Јанковића, а касније у бараци у Ибарској слатини, где су након тога боравили чехословачки заробљеници.
Школа је почека са радом 1918. године и тада је имала 50 ученика. Прва школска зграда сазидана је 1922. године, а замењена је новијом пет година касније, која је била у потпуности завршена 1931. или 1932. године. Имала је две учионице, а срушена је у Другом светском рату. Школу су похађала деца из села Ибарска Слатина, Горња Сочаница, Придворица, Вуча, Сеоце, Добрава и Мошнице. Први учитељ у овој школи био је општински деловођа у Ибарској Слатини, Антоније Анто Милосављев Вуксановић, који је у њој радио до 1923. године. Од исте године школа је редовно имала два учитеља, а први учитељи пар били су Цветко Булатовић и Вукола Поповић из Рајетића. Поповић је следеће године замењен Светозаром Топаловићем, који је у школи предавао до 1940. године. Цветко Булатовић радио је у школи до 1926. године, када га је заменио Стеван Федоров, кога опет 1937. године мења Видосава Куртовић која се касније и удала за Светозара Топаловића да би у школи, заједно са њим предавала до 1940. године.
Одељење петог разреда отворено је први пут школске 1951/1952. и бројало је 22 ученика. Назив школе у овом периоду био је „СРПСКА ПОДРУЖНА ШКОЛА”. Нова школска зграда је почела са изградњом 1952. године а завршена 1955. године, а школа је и данас користи. По реформату српског језика, Вуку Стефановићу Караџићу, школа је добила назив шолске 1956/1957. године.
Имала је издвојена одељења у селима Борчане, Јелакце и Црвени која су у затворена због недовољног броја ученика. Школи је припадало и издвојено одељење у Шаљској Бистрици које су углавном похађали Албанци, а због неповољне политичке ситуације школа данас нема приступ овом истуреном одељењу. Издвојена одељења при матичној школи која данас раде се у селима Вуча и Горња Сочаница.